# Orchestral Favorites
Orchestral Favorites è un album strumentale di Frank Zappa, pubblicato nel maggio del 1979. 

## Tracce
1. Strictly Genteel – 7:04
2. Pedro's Dowry – 7:41
3. Naval Aviation In Art? – 1:22
4. Duke Of Prunes – 4:20
5. Bogus Pomp – 13:27